# Triangle d’or (Aubervilliers)
Le Triangle d’or à Aubervilliers est un quartier d'activités économiques principalement centrées autour des grossistes en textile. Il est délimité par la rue de la Haie-Coq, l'avenue Victor-Hugo et la rue des Gardinoux.
La plupart des commerçants sont d'origine chinoise.

## Historique
L'histoire de ce quartier commence en 1962 avec l'arrivée à Paris de René Bensoussan, venu d'Oran. Installé porte de la Chapelle comme grossiste en appareils ménagers, il découvre à Aubervilliers en 1972, l'ancien siège social du groupe pétrolier Esso, laissé en friche. Il décide d'y tenter la vente en gros de ses produits et acquiert d'autres entrepôts alentour.
C'est en 1980 qu'il se tourne vers l'Asie pour en importer des appareils ménagers, et se reconvertit dans l'activité immobilière, afin de répondre à la demande des entrepreneurs chinois.